# Casa forta de la Santa Creu
La Casa forta de la Santa Creu és una obra d'Artesa de Segre (Noguera) inclosa a l'Inventari del Patrimoni Arquitectònic de Catalunya.

## Descripció
La casa forta de la Santa Creu s'emplaça en una petita elevació entre camps de cultiu, 200 m al sud-est del mas de Cal Santacreu, entre els km 19 i 18 de la carretera entre Folquer i Ponts. Es tracta d'un edifici aïllat de planta quadrangular i de possiblement dos plantes.
El cos de l'edificació està dividit per la meitat per un envà d'orientació nord-sud. A l'interior té una amplada de 4,2 m i una longitud de 7,5 m. El gruix mitjà de les parets és d'uns 90 cm, metre que l'envà mitger té uns 80 cm de gruix. L'alçada més elevada actual compta amb uns 6 m. El trespol inferior original era a uns 2 m de terra, observat a partir dels forats que hi ha a la paret i de diversos permòdols situats al mur nord.
La façana principal és al sud de la paret meridional, on es troba la porta. Aquesta està acabada amb un arc de mig punt format per sis dovelles a l'exterior, i per una fusta a l'interior. Per sobre aquesta porta hi ha una finestra que per fora sembla una sagetera. A les parets s'hi documenten 3 espitlleres als costats curtes i 7 als llargs.
Els murs estan realitzats mitjançant carreus allargats i poc treballats, malgrat això es troben ben ordenats i arrenglerats, units amb fang i calç. Aquesta dinàmica només varia en els caires, on s'hi observen carreus molt més grans.
Cal esmentar que al nord de la paret meridional s'hi observà les restes d'un possible graner, realitzat amb teula plana i morter de calç blanc.
A partir dels criteris arquitectònics i per analogia d'altres cases similars, es proposa una cronologia de construcció d'entre els segles xii i xiii.

## Història
Es desconeixen notícies directes sobre aquesta edificació. Es proposa no obstant, que caldria relacionar la casa forta de la Santa Creu amb el poblat medieval existent a redós de l'església de la Santa Creu, documentada des de l'any 1010. El lloc degué formar part de la baronia de Montmagastre.